# オキシフェドリン
オキシフェドリン（英：Oxyfedrine）は、Ildamen、Myofedrinなどの商品名で販売されている、虚血性心疾患、狭心症、急性心筋梗塞の治療に使用されるアドレナリン作動薬であり、冠血管拡張薬である。経口投与または静脈注射で投与される。
β-アドレナリン受容体のパーシャルアゴニストとして作用する。主要な活性代謝物であるノルエフェドリンを介して、ノルエピネフリン放出薬として作用することもある。オキシフェドリンはフェネチルアミンおよびアンフェタミン誘導体である。
オキシフェドリンはヨーロッパ、香港、インド、中央アメリカなどで販売されている。現在ではインドでのみ販売されているようだ。

## 薬理学

### 薬力学
オキシフェドリンはβ-アドレナリン受容体のパーシャルアゴニストである。β1-およびβ2-アドレナリン受容体に対して非選択的と考えられる。α-アドレナリン受容体よりもβ-アドレナリン受容体に選択的である。しかし、高濃度でα-アドレナリン受容体と相互作用し、これらの受容体のパーシャルアゴニストまたはアンタゴニストとして作用することも報告されている。ノルエピネフリン放出薬であるノルエフェドリンは、オキシフェドリンの主要な活性代謝物であるため、オキシフェドリンは間接的にアドレナリン作動薬として作用する可能性がある。
冠血管の緊張を抑制し、心筋代謝を改善し（心臓が低酸素状態を維持しやすくなる）、また、正のchronotropic・強心作用を及ぼし、狭心症を誘発しないことが判明している。狭心症に使用される他の血管拡張薬が逆効果となりcoronary steal phenomenonを引き起こす可能性があるため、後者の特性（正のchronotropic作用と強心作用）は特に重要である。
化学的にも薬理学的にも他の抗狭心症薬とは無関係である。

### 薬物動態学
オキシフェドリンの経口バイオアベイラビリティは85％である。血漿タンパク結合はほぼ100％である。半減期は4.2時間である。ノルエフェドリンはオキシフェドリンの主要な活性代謝物である。オキシフェドリンの活性代謝物の尿中排泄率は90％である。オキシフェドリンの約75～100％がノルエフェドリンとして排泄される。

## 化学
オキシフェドリンは置換フェネチルアミンおよびアンフェタミン誘導体である。窒素原子にbulkyな親油性の3-メトキシプロピオフェノン置換基を持つl-ノルエフェドリンである。
フェニルプロパノールアミン(1)とホルムアルデヒドおよびm-アセトアニソール(3-アセチルアニソール)(2)とのマンニッヒ反応により、オキシフェドリン(3)が得られる。

## 研究
細菌に対する抗生物質とオキシフェドリンの相乗効果が示唆されている。